# Furcina
Furcina és un gènere de peixos pertanyent a la família dels còtids.

## Taxonomia
- Furcina ishikawae (Jordan & Starks, 1904)[2]
- Furcina osimae (Jordan & Starks, 1904)[2][3][4][5][6][7]